# Чулков, Михаил Дмитриевич
Михаи́л Дми́триевич Чулко́в (8 [19] ноября 1744, Москва, Российская империя — 24 октября [4 ноября] 1792, там же) — русский писатель, этнограф и фольклорист, издатель, историк. Автор «Исторического описания российской коммерции» и собрания (10 частей) древнейших русских сказок и былин «Русские сказки содержащие древнейшие повествования о славных богатырях, сказки народные и прочие, оставшиеся через пересказывание в памяти народной приключения».

## Ранние годы
Михаил Дмитриевич родился в Москве в 1744 году в семье солдата московского гарнизона. Обучался в разночинском отделении гимназии при Московском университете (1755—1758), затем слушал лекции профессоров Московского университета по «словесным наукам». В годы учёбы принимал участие в студенческих спектаклях университетского театра, а с середины 1761 года — актёр придворного российского театра в Петербурге. Карьера М. Д. Чулкова началась в начале 1765 года, когда он поступил на придворную службу лакеем, затем стал камер-лакеем и придворным квартирмейстером, находясь некоторое время при наследнике престола — Павле. С его правлением были связаны политические надежды Чулкова. Он хотел видеть в Павле «внука Петра», который бы продолжил реформы, олицетворял сильную военную власть.
Начало литературной и издательской деятельности Чулкова относится ко второй половине 1760-х годов. В это время он создаёт много художественных произведений, выпускает 4 сборника рассказов и сказок (1766—1768). Пятый его сборник вышел в 1789 году под названием «Пересмешник, или Славянские сказки». В своих рассказах, написанных на основе народного творчества, Чулков отразил реальную жизнь России.
Его рассказ «Горькая участь» (1789) из пятого сборника содержит первые признаки традиционного детективного сюжета, где идёт расследование убийства. С. В. Сапожков назвал «Горькую участь» первым образцом детективного жанра в отечественной литературе, что делает её предвестником детективного жанра не только в отечественной, но и в зарубежной литературе.
В 1767 году вышла книга Чулкова «Краткий мифологический лексикон», в котором объяснялись имена и термины греческих, римских, славянских мифов и легенд.
В 1769 году Чулков начинает выпускать журнал «И то и сё», затем выходит его второй журнал «Парнасский щепетильник». Оба эти журнала были рассчитаны на средние слои горожан, прежде всего купечество, и отражали их общественные взгляды и отношения.
В 1770 году выходит совместное его с Н. И. Новиковым «Собрание разных песен», в которое включены, помимо народных, авторские произведения М. В. Зубовой и др.
Чулков — автор первого русского романа «Пригожая повариха, или Похождения развратной женщины» (1770), рассказа о «невольной доле» сержантской вдовы. В романе показаны взаимодействия социальной среды и природы человека, противоречивость характера воздействия общества на личность.
Чулковым написан авантюрный рыцарский роман «Повесть о Силославе».
В 1770 году Чулков поступил на государственную службу, став коллежским регистратором в сенатской канцелярии. В 1771 году он перешёл в Герольдмейстерскую контору в чине регистратора. В 1772 году он поступил на службу коллежским регистратором в должность секретаря в Коммерц-коллегию, где прослужил до 1779 года. Затем его повысили, и он приступил к работе в Главном магистрате в чине коллежского асессора, где дослужился до чина надворного советника.
В 1770-е годы, во время службы в Коммерц-коллегии, Чулков сосредоточил своё внимание на историко-экономической тематике. В качестве секретаря Коммерц-коллегии он имел дело со многими материалами, в том числе с законодательными актами и договорами прежних лет, а также имел доступ в архив. По-видимому, уже в начале своей государственной службы он задумал написать историю торговли России. Первый вариант труда «Описание о точном состоянии и свойстве российского торга с владения Петра Великого по ныне благополучное время царствования великой императрицы Екатерины II» охватывал период с 1720-х до середины 1760-х годов XVIII века. Он состоял из двух частей: в первой излагался законодательный материал, во второй были помещены документы. Рукопись предназначалась не для печати, а для внутреннего пользования в Коммерц-коллегии в качестве справочного материала.

## Историческое описание российской коммерции
В 1774 году президентом Коммерц-коллегии был назначен А. Р. Воронцов, который оказал Чулкову большую помощь и поддержку в намерении создать историю российской торговли с древнейших времён. Воронцов добился для него разрешения работать в сенатском архиве, выделил необходимые средства. Работа Чулкова шла в двух направлениях: выявление, сбор, систематизация документальных материалов, извлеченных из архивов, и изучение опубликованных источников и литературы.
Чулков внимательно изучил и с помощью писцов скопировал законодательные акты и обширный делопроизводственный материал Сената и коллегий, ведавших экономикой (Коммерц-, Берг-, Мануфактур-коллегии) и внешней политикой (Коллегия иностранных дел) страны. Архивные документы XVII—XVIII веков, вошедшие целиком, в изложении или в отрывках в «Историческое описание российской коммерции», составляют основу этого труда. Автор использовал практически всю историческую, географическую, этнографическую литературу, доступную ему, как отечественную, так и иностранную. Он ссылается на сочинения Лызлова, Прокоповича, Ломоносова, Татищева, Рычкова, Щербатова.
Труд Чулкова при посредничестве и поддержке Воронцова был опубликован в 1781—1788 годах.
«Историческое описание российской коммерции» состоит из 7 томов, включающих 21 книгу. Первые 5 томов содержат обзор истории внешней торговли по отдельным регионам и странам, 6 и 7 тома — последовательное изложение истории коммерции всей России во второй половине XVIII века.
В первом излагается история торговли Древней Руси (до XVI века) по Чёрному, Каспийскому, Балтийскому, Белому морям, затем торговля через Архангельск, балтийские порты, в Мурманске и на Кольском полуострове в более позднее время. 2-й посвящён торговле России с Турцией, Италией, Польшей, Данцигом, Пруссией, Лейпцигом, Закавказьем, Ираном, Хивой, Бухарой, Индией и др. В 3-м дан обзор торговых связей с Сибирью, Китаем, Монголией, Камчаткой и др. В 4-м томе рассматривается торговля Петербургского и Кронштадтского портов в 1703—1785 годах. В 5-м освещается торговля в основном прибалтийских портов в XVIII веке. В 6-м томе характеризуется внутренняя торговля России в XVIII веке. Здесь же приводятся данные об участии разных городов в вывозе и привозе товаров в денежном выражении, ассортименте и ценах, размерах пошлин и т. д. Автор рассказывает о возникновении и развитии промыслов, горнозаводской и лёгкой промышленности, приводит данные о местонахождении фабрик и заводов, объёме и стоимости продукции, производимой на каждой из них ежегодно, о социальном составе владельцев, формах применения труда на предприятиях. В 7-м томе помещён «Лексикон купеческий, или Генеральный штат всем товарам российской торговли…». То есть Чулков под коммерцией понимал не только торговлю, но и промышленность, транспорт, кредит, денежное обращение и монетное дело. Труд Чулкова представляет собой историю экономического развития России.

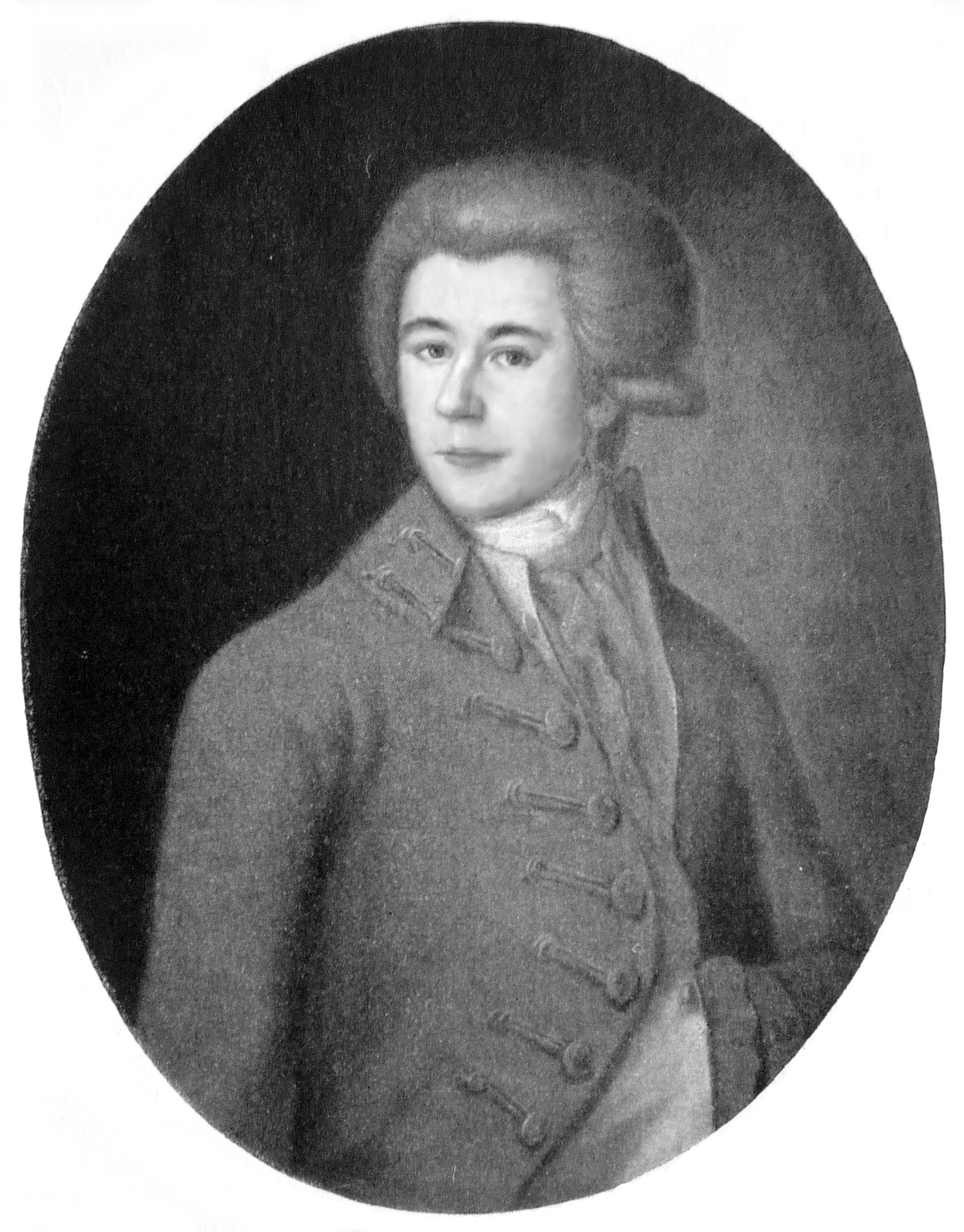
Портрет Михаила Дмитриевича Чулкова

Как выразитель интересов купечества, которое во второй половине XVIII века стало в большей степени вкладывать свои капиталы в промышленное развитие, Чулков высоко оценивает его общественную роль. Торговля и предпринимательская деятельность купечества — главный фактор экономического прогресса и процветания, первое из важнейших условий стабильности и политической устойчивости в государстве. Данный труд имел практические цели: он должен был удовлетворить потребности купечества, предоставить ему необходимые сведения о торговле.
Анализ этого труда позволяет говорить о наличии у автора определённой системы исторических взглядов. Основным объектом исследования Чулкова были социально-экономические процессы развития России. Эти процессы он рассматривал в исторической последовательности на материале становления законодательства и на основе характеристики экономической политики государства в целом. Для XVIII века замысел Чулкова был не только новаторским, но и чрезвычайно трудным в его реализации. И всё-таки Чулкову удалось воплотить его в основных моментах. «Историческое описание российской коммерции» даёт общую периодизацию истории России, освещает важнейшие политические события с точки зрения их влияния на экономику страны. Чулков-историк трудился над освещением новой в историографии его времени тематики, по новому оценивая и используя материал, с которым он работал. Он первым в русской исторической науке ввёл актовый и делопроизводственный материал в качестве основного исторического источника.
В 1780-е годы на основе этого многотомного труда вышли «История краткая российской торговли», «Словарь учреждённых в России ярмарок», «Наставление, необходимо нужное для российских купцов, а более для молодых людей, содержащее правила бухгалтерии», «Экономические записки для всегдашнего исполнения в деревнях приказчику и рачительному економу» и др.
«Историческое описание российской коммерции» является первым обобщающим трудом по экономической истории России XII—XVIII веков. В нём экономическое развитие рассматривается в историческом плане и в соответствии с принятой в то время периодизацией отечественной и мировой истории. Древний период истории коммерции автор связывает с образованием Древнерусского государства (с началом деятельности первых князей) и завершает его нашествием Батыя. Средневековый период охватывает время с 1230-х годов до конца XVII века, а новый открывается началом XVIII века. В соответствии с теориями своего времени, автор отводит государству решающую роль в развитии экономики России вообще, и торговли в частности. Чулков прослеживает воздействие политики правительства и политических событий на состояние внешней и внутренней торговли. Вместе с тем он отмечает и значение таких факторов, как естественно-географические условия, численность населения и др.
Однако в подлинном смысле слова «Историческое описание российской коммерции» не представляет собой исследование, так как в значительной мере состоит из документов и материалов, систематизированных по хронологии и территориям. Огромный фактический материал существует сам по себе, потому что автор не подвергает его никакому критическому осмыслению, анализу и оценке, не сопровождает его комментариями и выводами. Также минус этого труда состоит в том, что Чулков во многих случаях не приводит даты и названия документов, не указывает подлинник или копию, проект или окончательную редакцию. Сам Чулков трезво оценивал результаты своей работы, понимая, что он проделал лишь начальную часть научного освещения новой историко-экономической тематики. Но несмотря на это, ценность этого издания велика. Надо также отметить, что не имея специального образования и опыта подобной работы, Чулков проделал поистине гигантский труд. Сам он полагал, что основная его задача — подбор и публикация соответствующего фонда документов, и в этом он видел основу исторических знаний по экономике России. До опубликования свода документов и нельзя было думать о создании какой-то единой концепции русского историко-экономического процесса.

## Последние годы
В последнее десятилетие своей жизни Чулков вследствие улучшения своего материального положения получил возможность приступить к осуществлению многих ранее задуманных планов. Он продолжил публикацию этнографических материалов, изучение и издание которых начал с 1760-х годов. В 1783 году он выпустил «Словарь русских суеверий» (2-е издание вышло в 1786 году под названием «Абевега русских суеверий»), где описал обряды, бытовые обычаи, приметы, этикет и народные праздники. Чулков придерживался принципа равенства всех народов, верования и традиции которых заслуживают одинакового внимания и интереса.
Желая помочь крестьянам, лишённым всякой возможности получения медицинской помощи, Чулков подготовил и издал «Сельский лечебник, или Словарь врачевания болезней».
Большую часть времени в последние годы жизни Чулков посвятил подготовке к печати «Юридического словаря» — многотомного свода законодательных актов, расположенных в 1-й части по алфавиту, а в другой по хронологии. Но автору не удалось довести своё дело до конца. Практическое значение «Словаря юридического, или Свода российских узаконений» было велико, потому что в то время он являлся единственным указателем к законам, разбросанным в разных изданиях.
Также в 1780-х — начале 1790-х годов Чулков собирал материалы к многотомному «Словарю земледелия, домостроительства и скотоводства», вместе с М. И. Поповым трудился над составлением словаря русского языка.
В последние годы жизни Чулков напечатал пятую часть «Пересмешника». В неё вошли наиболее удачные в художественном плане повести: «Драгоценная щука», «Пряничная монета», «Горькая участь», в которых он обращается к теме печальной доли крестьянства.
Таким образом, можно сказать, что М. Д. Чулков был истинным сыном своей эпохи, эпохи Просвещения. В своих произведениях он раскрывается как гуманист, стремившийся к совершенствованию человека и мира его отношений. Чулков ведёт борьбу с невежеством, суеверием, косностью. Для него были характерны многосторонность интересов и занятий, просветительская направленность разнообразной деятельности. Чулков выступал как литератор, журналист, издатель сатирических журналов, собиратель и публикатор народных песен, сказок и поверий, автор обширного труда по экономической истории России. Чулков воспринял от современной ему историографии монархическую схему развития русского исторического процесса. Новым у него было изучение хозяйственной жизни России, роли купечества в развитии торговли и промышленности, широкое использование делопроизводственной документации, извлеченной из архивов центральных учреждений, как важнейшего источника.
Основу его экономических воззрений составляет мысль об исторически прогрессивном развитии Отечества, которое он неразрывно связывал с расширением и укреплением промышленности и торговли, рациональным использованием природных ресурсов и привлечением наёмной рабочей силы. Специальное внимание он уделял проблемам подъёма хозяйственного развития окраинных земель. В сфере социальных отношений он считал необходимым обеспечить самостоятельность предпринимателям и купечеству, связывая прогресс России с ростом третьего сословия. Он был сторонником введения прогрессивного подоходного налога, ограничения дворянских привилегий. Выступая за прогрессивное экономическое развитие, Чулков в политических воззрениях оставался приверженцем абсолютной монархии. Его идеалом был Пётр I, учитывавший интересы торгово-предпринимательских кругов, стремившийся к экономической и политической независимости России.
Чулков, по-видимому, находился в оппозиции к политическому режиму Екатерины II, её продворянской внутренней политике, выступал против череды войн, за развитие системы просвещения, реорганизацию государственного аппарата, совершенствование законодательства.
В XIX веке произведения М. Чулкова не переиздавались, так как считались «безнравственными».